# Mecca-Cola

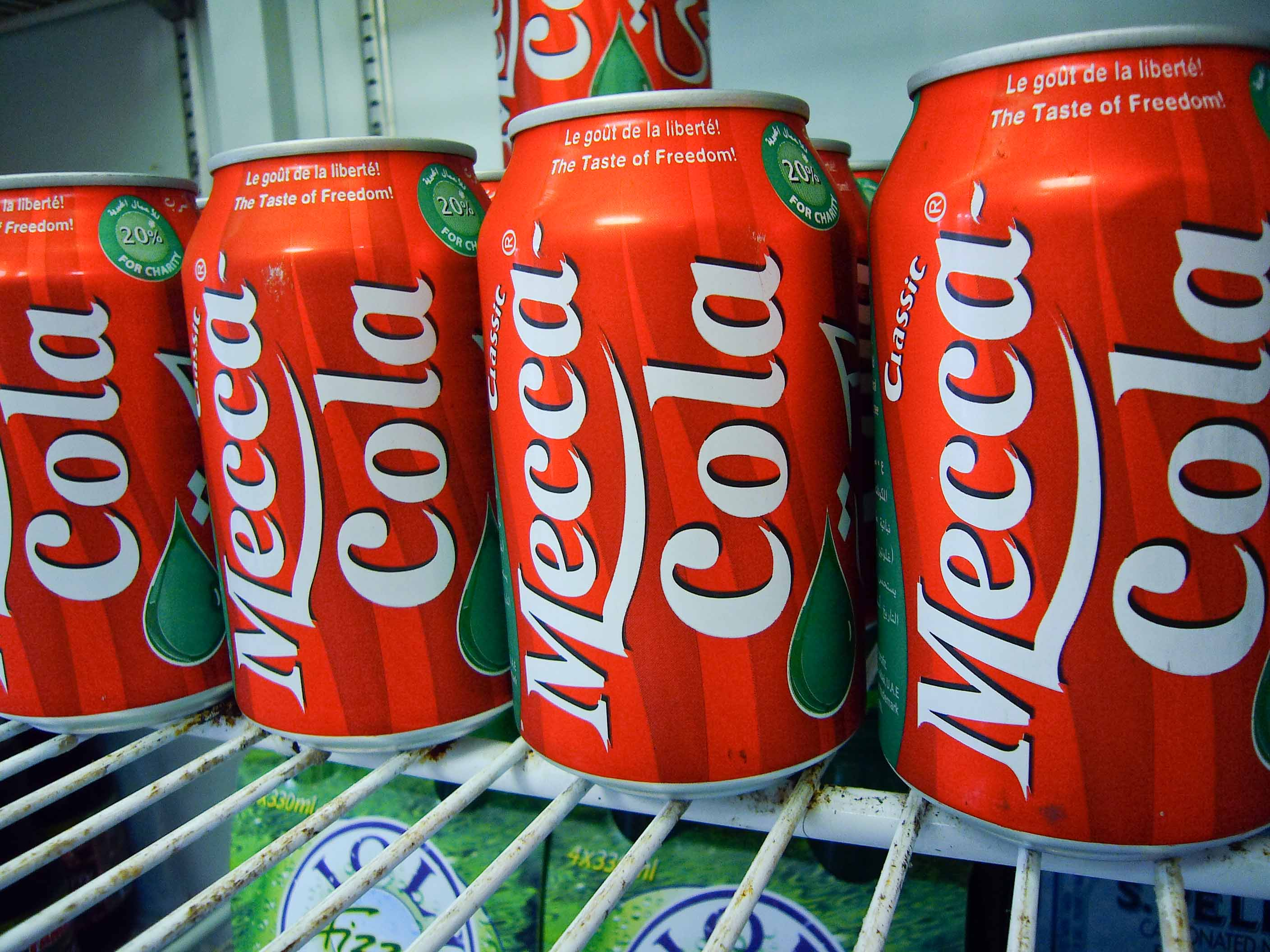
Mecca-Cola på burk.

Mecca-Cola är en cola som vanligtvis saluförs i arabländer där man tycker att Coca-Cola är en del av USA-etablissemanget och därför bör bojkottas.
Drycken kan även gå under namnen Qibla cola och Muslim cola.